# Prix Jeune Mousquetaire du premier roman
Le prix Jeune Mousquetaire du premier roman est un prix littéraire français, créé en 2005 par la Junior-association « Un livre dans la poche », à Nogaro dans le Gers. Composé, notamment, de lycéens,,, le jury récompense l'auteur d'un premier roman. Le lauréat reçoit une récompense pécuniaire de 1000 euros.

## Présidents du jury
- 2006 : Anna Gavalda[4]
- 2007 : Orion Scohy
- 2008 : Martin Page
- 2009 : Serge Joncour
- 2010 : David Foenkinos[5]
- 2011 : Pascal Dessaint[6]
- 2012 : Lydie Salvayre[7]
- 2013 : Didier Daeninckx [8]
- 2014 : Jean Rouaud
- 2015 : Martin Page
- 2016 : Caroel Zalberg
- 2017 : Carole Martinez
- 2018 : Valentine Goby [8]
- 2019 : Bernard Thomasson
- 2020 : NEANT (édition annulée)
- 2021 : Romain Slocombe
- 2022 : Ian Manook
- 2024 : Olivier Adam

## Lauréats
- 2006 : Orion Scohy, pour Volume (P.O.L)
- 2007 : Jacques Verdier, pour L'Automne de Vincent (La Table Ronde)
- 2008 : Benoît Virole, pour Shell (Hachette)
- 2009 : Frédéric Ciriez, pour Des néons sous la mer (Verticales)
- 2010 : Kamel Hajaji, pour Fuck you N.Y. (Sarbacane)[9]
- 2011 : Jean-Claude Lalumière, pour Le Front russe (Le Dilettante)[10],[11]
- 2012 : Alain Guyard, pour La Zonzon (Le Dilettante)[12],[13]
- 2013 : Nicolas Rouillé, pour Le Samovar
- 2014 : Sophie Van Der Linden, pour La Fabrique du monde
- 2015 : Pierre Raufast, pour La Fractale des raviolis
- 2016 : Eric LeGuilloux, pour Les Haines en moins
- 2017 : Jean-Marc Ceci, pour Monsieur Origami
- 2018 : Emmanuelle Favier, pour Le Courage qu’il faut aux rivières
- 2019 : Vincent Lahouze, pour Rubiel e(s)t moi
- 2020 : NEANT (édition annulée)
- 2021 : Ludovic Manchette et Christian Niemiec, pour Alabama 1963
- 2022 : Marie Vingtras, pourBlizzard
- 2023 : Lucas Belvaux, pour Les Tourmentés
- 2024 : Louis Cabaret, pour Tout part à la nuit